# الرجل الخفي (فلم 2020)
الرجل الخفي (بالإنجليزية: The Invisible Man)هو فيلم رعب وخيال علمي صدر عام 2020 من تأليف وإخراج لي وانيل . وهو عبارة عن تكييف وإعادة تصوير معاصرين للرواية التي تحمل الاسم نفسه والتي كتبها هربرت جورج ويلز، كما أنّ الفيلم يعدّ ريبوت لسلسلة أفلام الرجل الخفي التي ظهرت في ثلاثينيات القرن العشرين، وهي تتابع امرأة اعتقدت بعد انتحار صديقها الثري والمسيئ أنه يلاحقها. تستنتج في النهاية أنه اكتسب القدرة على أن يصبح غير مرئي. نجوم الفيلم هم إليزابيث موس، ألديس هودج، ستورم ريد، هارييت داير، مايكل دورمان، وأوليفر جاكسون كوهين. الفيلم هو إنتاج دولي مشترك للولايات المتحدة وأستراليا.
صدر فيلم الرجل الخفي في الولايات المتحدة في 28 فبراير 2020 من شركة يونيفرسال بيكشرز. وقد تلقى الفيلم مراجعات إيجابية من النقاد، مع الثناء على أداء موس وتحديثه الابتكاري لحبكة الرواية مع مزيج من الرعب و«سرد ذكي حول كيفية التلاعب بالمرأة وإساءة معاملتها ضمن علاقات ضارة».

## الحبكة
امرأة تدعى سيسيليا، تتلقّى خبر انتحار حبيبها السابق، وبينما تحاول بناء حياتها من جديد تكتشف أن حبيبها قد يكون ما يزال على قيد الحياة بصورة أو بأخرى.

## طاقم الممثلين
- إليزابيث موس - سيسيليا «سي» كاس
- أوليفر جاكسون كوهين - ادريان غريفين
- ألديس هودج - جايمس لانيير؛ شرطي محقق في سان فرانسيسكو، وصديق الطفولة لسيسيليا
- ستورم ريد - سيدني لانيير؛ ابنة جايمس، وهي طالبة في المرحلة الثانوية
- مايكل دورمان - توم غريفين
- ناش إجيرتون - حارس أمن
- أنتوني براندون وونغ - ضحية في حادث

## تاريخ صدور الفيلم
بدأت يونيفرسال بيكشرز بعرض الفيلم في صالات العرض المتواجدة في الولايات المتحدة في تاريخ 28/2/2020. 

لقد كان مخططا بشكل سابق ان يتم نشر واصدار الفيلم بصالات العرض في تاريخ 13/3/2020، ولكن؛ في شهر أغسطس في سنة 2019، تم تقديم تاريخ النشر والصدور الاساسي للفيلم بمدة تصل لحوالي اسبوعين. 

لقد كان هذا الفيلم واحد من مجموعة افلام عديدة التي تم نشرها بتاريخ سابق اوانه عبر الوسائط المتدفقة؛ وكان ذلك بسبب جائحة فيروس كورونا 2019–20.

## وصلات خارجية
- مقالات تستعمل روابط فنية بلا صلة مع ويكي بيانات
- الموقع الرسمي